# 王惟询
王惟询（1783年—1825年），號小華。山东武定府海丰县（今無棣縣）人，清朝政治人物。

## 生平
嘉慶十二年（1807年），王惟询中式丁卯科山东乡试第一名举人。嘉慶十六年（1811年）中式辛未科进士。選庶吉士，散館授編修。充丙子、戊寅順天鄉試同考官。道光元年（1821年），典辛巳科貴州鄉試。道光二年（1822年）出任福建建宁府知府。升浙江鹽運使，未上任即轉湖北按察使。道光四年（1824年）調浙江按察使。次年因審查德清徐蔡氏命案，憂慮勞累卒。